# Prima battaglia di El Alamein
La prima battaglia di El Alamein fu uno scontro combattuto durante la seconda guerra mondiale, nello scacchiere del Nordafrica, che vide contrapposte le forze italo-tedesche, guidate da Erwin Rommel, e l'8ª Armata britannica al comando di Claude Auchinleck.

## Prologo

Area della campagna del Deserto Occidentale 1941–1942 (clicca per allargare).

Dopo la penetrazione in Egitto delle forze dell'Asse e la imminente conquista di Marsa Matruh che avverrà il 27 giugno, le forze alleate comandate dal tenente generale Neil Ritchie si erano ritirate fino alla Linea di El Alamein, un fronte di 65 chilometri dove il deserto si restringe a formare un collo che va dal mare alla Depressione di Bab el Qattara. Tra El Qattara ed il mare vi sono due costoni che si ergono offrendo posizioni dominanti, e che Auchinleck decise si sfruttare per la difesa: Miteiriya (o Miteriya) e Ruweisat. Il primo è leggermente più ad ovest di El Alamein, il secondo direttamente a sud a circa 15 km. Poi si trovano vari piccoli rilievi, detti in arabo Tell, come Tell el Eisa, collinette che possono essere sfruttate per controllare il terreno e che in un deserto piatto possono essere utilizzati come riferimenti per la navigazione e l'artiglieria.

L'area dei combattimenti a luglio 1942.

Dal lato italo-tedesco, Rommel da parte tedesca e Navarini da parte italiana in ottimi rapporti reciproci, il secondo a capo di Delease (l'emanazione del Comando Supremo Italiano in Africa Settentrionale) mentre stava per subentrargli Barbasetti, stavano organizzando il prosieguo dell'offensiva con obbiettivo il delta del Nilo. Il 25 giugno le avanguardie delle forze italo-tedesche avevano raggiunto Marsa Matruh, dove il comandante inglese Claude Auchinleck — Comandante in Capo del Middle East Command — aveva predisposto un blocco con unità del X e XIII Corpo d'armata. Una seconda postazione per rallentare la marcia dell'Asse era stata predisposta a Fuka. Le unità britanniche, anche per problemi di coordinamento, si ritirarono senza effettivamente riuscire a rallentare la marcia delle unità italo-tedesche. Le forze italo-tedesche erano logorate dalla veloce avanzata e dagli incessanti combattimenti, tanto che il XX corpo motocorazzato contava tremila uomini in tutto tra le tre divisioni, Ariete, Littorio e Trieste, che dovevano averne 7500 in organico, mentre i mezzi erano ridotti a "34 carri, 50 cannoni, 100 autocarri e 20 autoblindo"; la RAF effettuava incessanti attacchi non solo su autocolonne e bersagli di rilievo ma su tutto ciò che si muovesse, e la mattina del 26 giugno una squadra di cacciabombardieri colpisce due auto su cui viaggiavano il generale Baldassarre, comandante del XX corpo, e il suo stato maggiore, mentre dirigevano la caccia alla 7ª divisione corazzata britannica; Baldassarre, che ferito aveva subito affidato il comando al generale De Stefanis, e quattro dei suoi ufficiali muoiono.
Il 26 giugno Auchinleck sollevò dal comando Ritchie ed assunse direttamente il comando anche dell'Ottava Armata. Le fanterie britanniche e del Commonwealth prepararono delle postazioni di difesa costituite da zone trincerate e circondate da campi minati, senza poter occupare estensivamente tutta la linea del fronte; queste postazioni vennero denominate boxes, scatole, e i loro campi minati successivamente integrati dai genieri italiani e tedeschi saranno la base della cintura minata denominata giardini del diavolo che assumerà una notevole importanza nelle fasi successive. I tre box così creati presidiavano ognuno una delle direttrici di accesso verso Alessandria, ma le forze a disposizione dei britannici il 1 luglio erano molto ridotte rispetto a quelle con cui avevano affrontato Rommel a Tobruk e Gazala. Le uniche divisioni a ranghi completi erano la 2ª di fanteria Neozelandese e la 1ª divisione corazzata britannica. Poi vi era la 1ª divisione di fanteria sudafricana del generale Pienaar, molto provata e ridotta negli effettivi, due gruppi di combattimento a livello brigata, la 9ª e la 18ª indiane, ed altri gruppi da combattimento formati partendo da divisioni in quel momento incomplete, la 7ª divisione corazzata (Desert rats, i topi del deserto), la 50ª di fanteria britannica ancora in addestramento nella zona del Delta e che arriverà nelle parti finali della battaglia e la 5ª divisione di fanteria indiana; la 9ª divisione di fanteria australiana si stava avvicinando al fronte.
Precisamente, il primo box nell'area del XXX corpo d'armata era posto vicino alla stazione di El Alamein, e presidiato dalla 1ª divisione sudafricana con la 18ª brigata indiana posta a Deir El Sheyn, tra il costone di Miteriya e quello di Ruweisat; la 1ª divisione corazzata fulcro del X corpo era subito dietro vicino alle propaggini est di Ruweisat; il secondo box di competenza del XIII corpo d'armata era ad est di Bab el Qattara, presidiato dalla 6ª brigata neozelandese in posizione avanzata rispetto al resto della divisione che era scaglionato a una quindicina di km ad est; la 9ª brigata della 5ª divisione indiana era nel terzo box a Naqb Abu Dweis, all'estremità nord della depressione di Qattara, e la 5ª brigata motorizzata pattugliava lo spazio tra secondo e terzo box.
La 9ª divisione australiana era ben fornita in uomini ma sotto organico in mezzi: carri vecchi e in numero insufficiente, pezzi anticarro solo da 2 libbre, ma nessuno da 6 libbre, pochi camion; la divisione faceva parte dapprima delle forze di difesa del Cairo, poi della Delta Force, le unità a difesa del Delta, che i britannici ritenevano in pericolo tanto da iniziare a predisporre la partenza delle unità della Mediterranean Fleet verso porti più sicuri mentre al Cairo come raccontato dal generale De Guingand si bruciavano documenti e il 30 giugno secondo il generale australiano Morshead si predisponeva lo spostamento del Middle East Headquarters verso luoghi più sicuri. Arrivata al Delta, la 24ª brigata e la 26ª brigata si disponevano a cavallo del lago Maryut a pochi km da Alessandria tra la costa e la località di El Amiriya, preparando postazioni difensive nel caso che la linea di El Alamein venisse superata e predisponendo anche piani di inondazione selettiva per ridurre l'area da difendere. I pareri dei comandanti britannici erano variegati ed andavano da quello del generale Norrie del XXX corpo che riteneva El Alamein l'ultima spiaggia ("Do or Die" letteralmente) anche se in seguito scrisse al generale Pienaar che avrebbe preferito trincerarsi dietro il Canale di Suez a quello di altri come quello del generale Gott che avrebbe preferito salvare l'Ottava Armata a scapito di Suez e dell'Egitto..

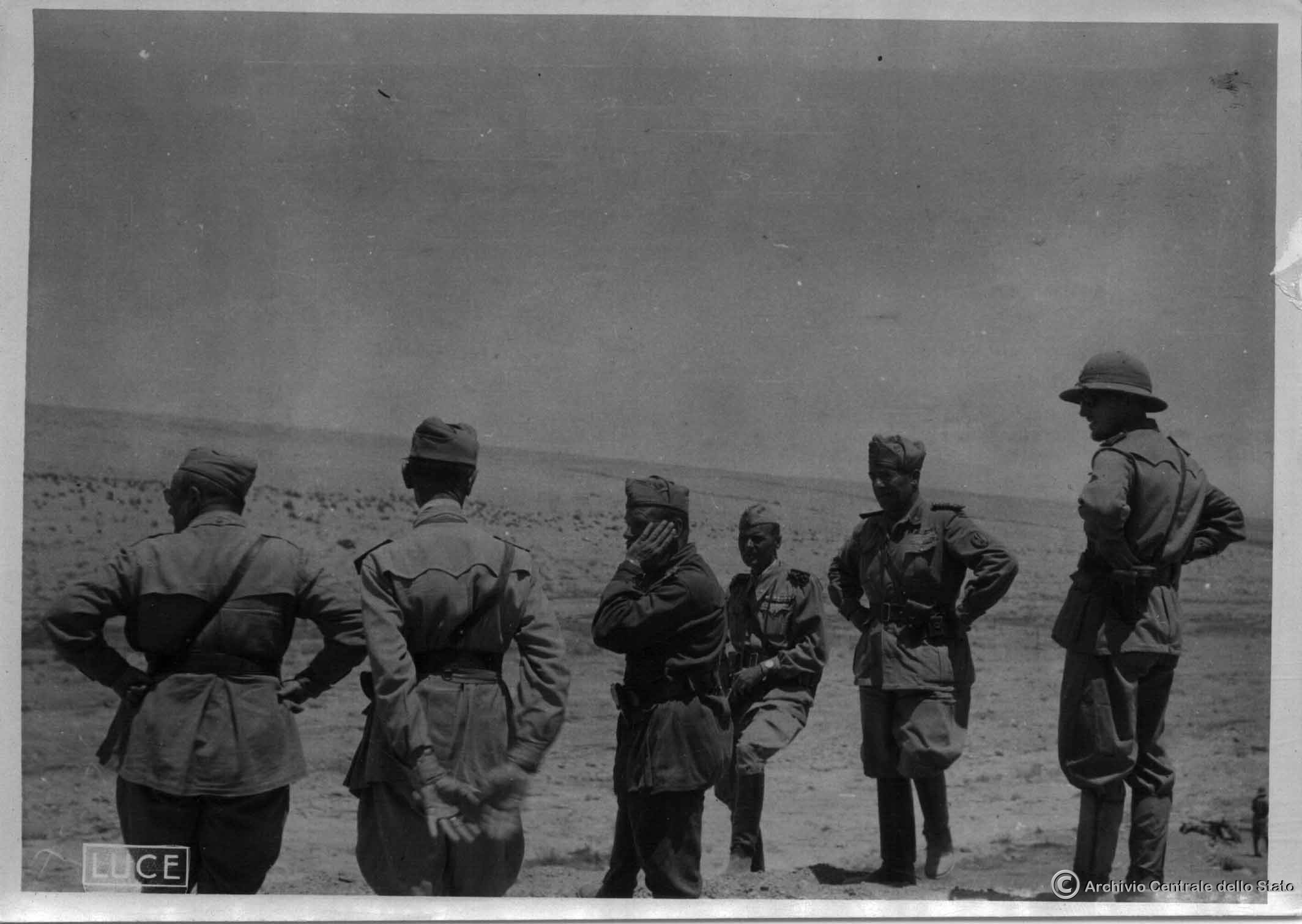
Ufficiali italiani osservano il campo di battaglia il 7 luglio 1942.

In Marsa Matruh entrarono i battaglioni X e XI del 7º Reggimento bersaglieri del colonnello Ugo Scirocco, e una compagnia del XXXII Battaglione genio guastatori, facendo 6500 prigionieri. Il 1º luglio l'Afrika Korps attaccò: la linea alleata nei pressi di El Alamein non venne travolta fino a sera, e questa resistenza mise in stallo l'avanzata delle forze dell'Asse.
Il quartier generale di Rommel era in una grotta naturale a Marsa Matruh.
Il 2 luglio Rommel concentrò le sue forze a nord, intendendo sfondare nei pressi di El Alamein. Auchinleck ordinò un contrattacco al centro delle linee dell'Asse, ma l'attacco fallì. Gli Alleati attaccarono con più successo anche a sud, contro le truppe italiane. Come risultato della resistenza Alleata, Rommel decise di riorganizzarsi e di difendere la linea conquistata.

## Ordini di battaglia

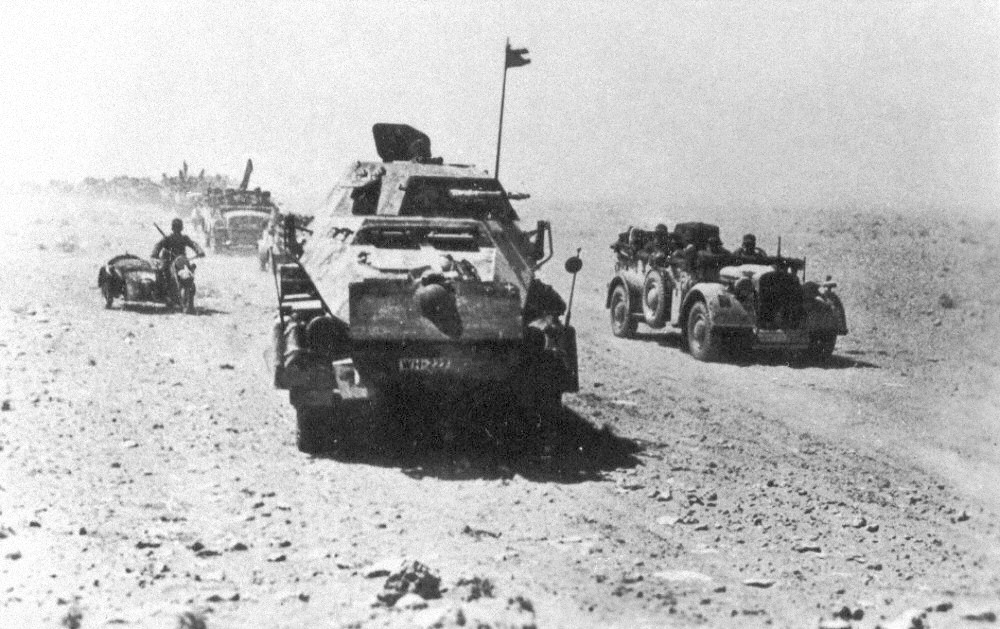
Mezzi del 39. Panzerjägerabteilung (parte del Kampfgruppe Gräf) distaccato dalla 21. Panzer-Division.

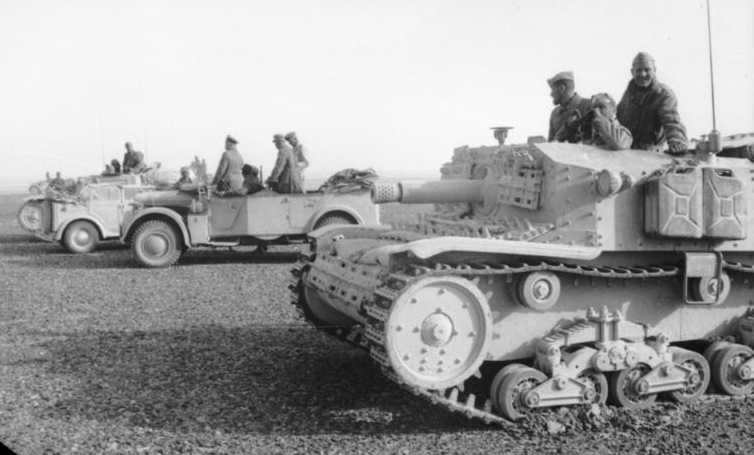
Un semovente da 75/18, una delle armi anticarro in dotazione al Regio Esercito.

Fanti italiani nel Nordafrica durante la battaglia di El Alamein.

Di seguito sono elencati gli ordini di battaglia dell'Armata corazzata italo-tedesca e dell'Ottava armata britannica:

### Asse
Panzerarmee Afrika:

comandante: generale Erwin Rommel; capo di stato maggiore: tenente colonnello Siegfried Westphal
- Deutsches Afrikakorps (generale Walther Nehring)
  - 15. Panzer-Division (generale Gustav von Vaerst)
  - 21. Panzer-Division (generale Georg von Bismarck)
  - 90. leichte Afrika-Division (generale Ulrich Kleemann)
  - 164. leichte Infanterie-Division (generale Carl Hans Lungershausen)
  - Fallschirmjägerbrigade Ramcke – Luftwaffe (dal nome del suo comandante, generale Hermann-Bernhard Ramcke. La denominazione ufficiale dovrebbe essere 1ª Fallschirmjägerbrigade ma le fonti non sono univoche)
- X Corpo d'armata italiano (generale Federico Ferrari-Orsi)
  - 17ª Divisione fanteria "Pavia" (generale Arturo Torriano)
  - 60ª Divisione fanteria "Sabratha" (generale Mario Soldarelli)
  - 27ª Divisione fanteria "Brescia" (generale Brunetto Brunetti)
  - 185ª Divisione paracadutisti "Folgore" (generale Enrico Frattini)
  - 7º Reggimento bersaglieri (sui XXVIII e LVII battaglioni autotrasportati)
  - XLIX Gruppo di artiglieria pesante campale da 105/28
  - CXLVII Gruppo di artiglieria pesante campale da 149/28
  - X Battaglione genio artieri
  - X Battaglione collegamenti
- XX Corpo d'armata motocorazzato italiano (generale Giuseppe De Stefanis)
  - 132ª Divisione corazzata "Ariete" (generale Adolfo Infante)
  - 133ª Divisione corazzata "Littorio" (generale Carlo Ceriana-Mayneri)
  - 101ª Divisione motorizzata "Trieste" (generale Francesco La Ferla)
- XXI Corpo d'armata italiano (generale Enea Navarini)
  - 25ª Divisione fanteria "Bologna" (generale Alessandro Gloria)
  - 102ª Divisione motorizzata "Trento" (generale Giorgio Masina)
  - XXXI Battaglione guastatori d'Africa (maggiore Paolo Caccia Dominioni)
- Supporti d'armata tra cui:
  - 19. Flak-Division (generale Burckhardt)
  - Comando artiglieria 104
  - 288. Panzergrenadier-Regiment
  - 580º Gruppo esplorante
  - 136ª Divisione corazzata "Giovani Fascisti" (generale Ismaele Di Nisio); in realtà questa unità, divisione solo di nome e formata da due reggimenti armati alla leggera e priva di artiglieria divisionale, rimase a presidiare l'oasi di Siwa e non partecipò ai combattimenti[15].

Il XXXI battaglione guastatori d'Africa era in quel momento in forza al X corpo in appoggio alla Trento; dopo la battaglia verrà spostato a sud con il XXI corpo.
Tra queste unità, la 164. leichte Infanterie-Division (164ª Divisione di fanteria leggera) era arrivata in Africa nel marzo 1942, formata a partire dalla Festungs-Division Kreta. Venne impiegata per la prima volta proprio a El Alamein.

### Alleati
Ottava armata britannica:

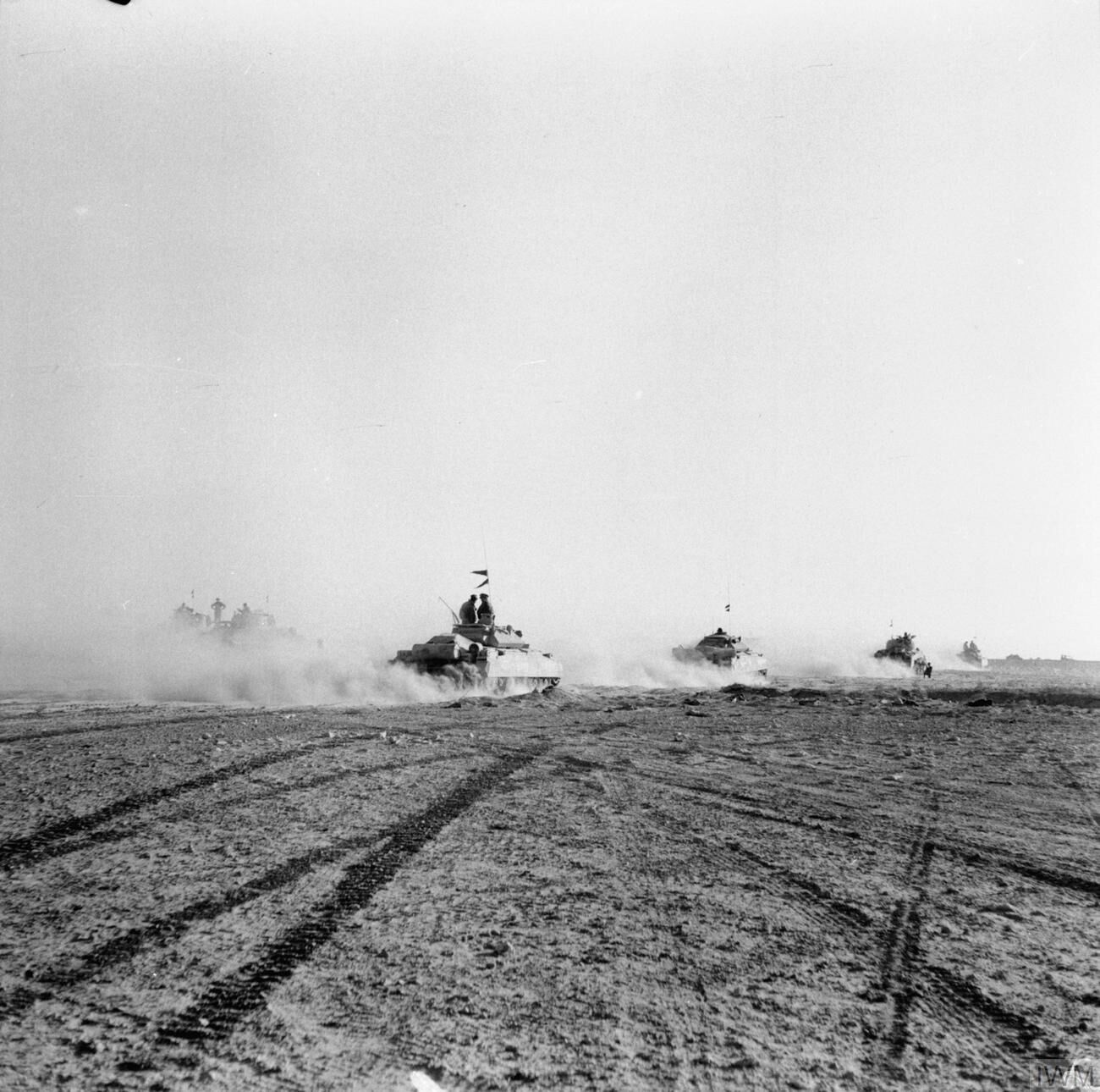
Carri britannici muovono verso la linea di combattimento per ingaggiare i blindati tedeschi dopo che la fanteria ha liberato dei varchi nei campi minati nemici.

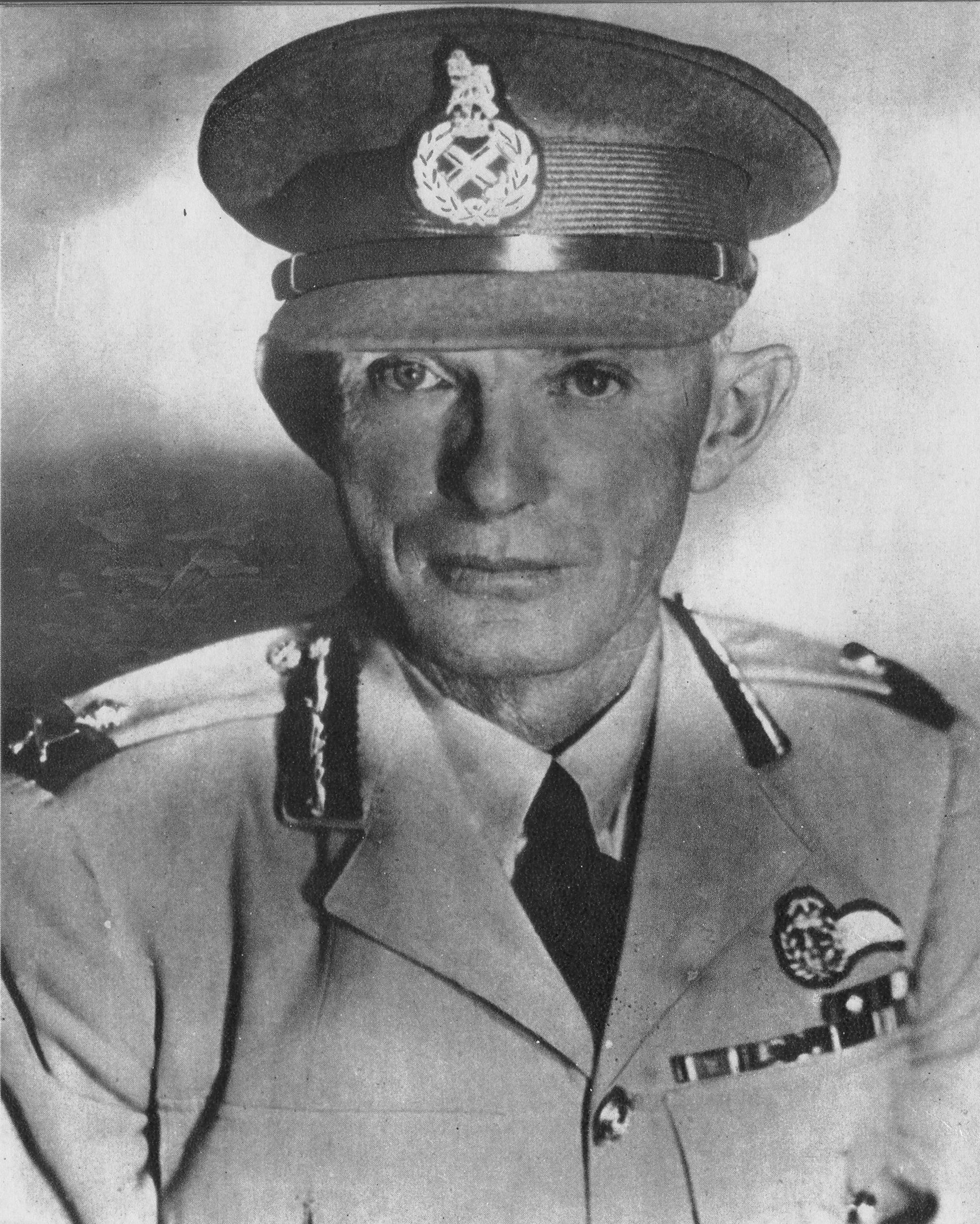
Il maggior generale Dan Pienaar, comandante della 1ª Divisione sudafricana.

comandante: generale Claude Auchinleck; capo di stato maggiore: brigadier generale Francis Wilfred de Guingand
- X Corpo d'armata britannico (generale Herbert Lumsden)
  - 1ª Divisione corazzata britannica (generale Raymond Briggs)
    - II Brigata corazzata
    - VII Brigata motorizzata
    - 44th Reggimento Royal Tank Regiment

  - 7ª Divisione corazzata britannica 
    - IV Brigata corazzata
    - VII Brigata corazzata
- XIII Corpo d'armata britannico (generale Brian Horrocks)
  - 1ª Divisione fanteria sudafricana (generale Dan Pienaar)
    - I Brigata fanteria sudafricana
    - II Brigata fanteria sudafricana
    - III Brigata fanteria sudafricana

  - 2ª Divisione fanteria neozelandese (generale Bernard Freyberg)
    - V Brigata fanteria neozelandese
    - VI Brigata fanteria neozelandese
    - IX Brigata corazzata inglese

  - 50ª Divisione fanteria britannica (generale John S. Nichols)[8]
    - 150th Brigata fanteria inglese
    - 151th Brigata fanteria inglese
    - I Brigata Francia libera
    - I Brigata di fanteria greca[17]
- XXX Corpo d'Armata britannico (generale Oliver Leese)
  - 23rd Armoured Brigade Group, composto dalla XXIII Brigata corazzata arrivata l'8 luglio e dal 5th Regiment, Royal Horse Artillery
  - 4ª Divisione fanteria indiana (generale Francis Tuker)
    - V Brigata fanteria indiana
    - VII Brigata fanteria indiana
    - CLI Brigata fanteria indiana

  - 9ª Divisione fanteria australiana (generale Leslie Morshead)
    - XX Brigata fanteria australiana
    - XXIV Brigata fanteria australiana
    - XXVI Brigata fanteria australiana

## La battaglia

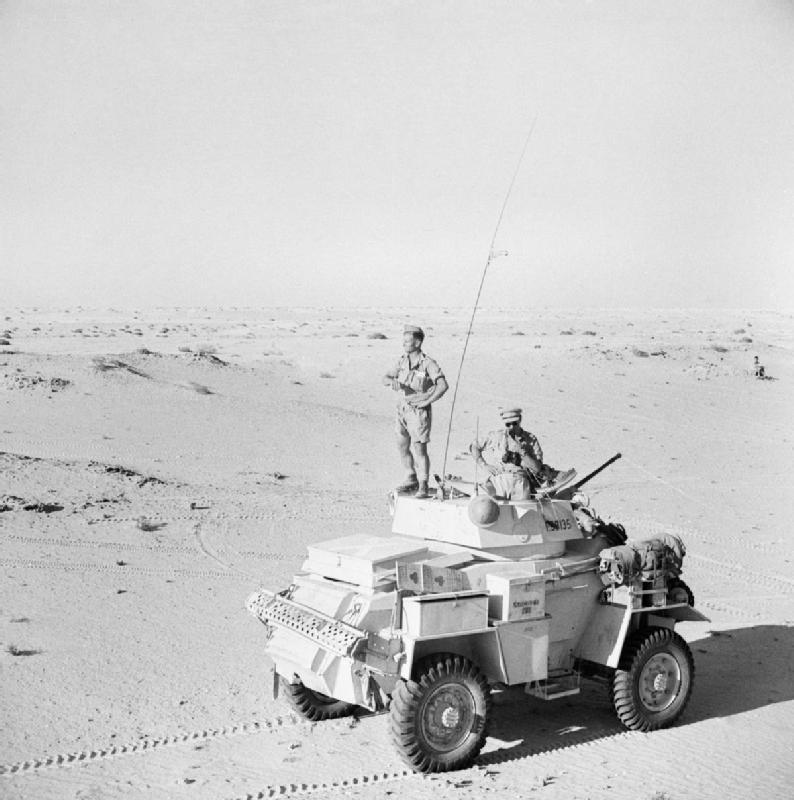
Un blindato inglese Humber Mk II del 12th Royal Lancers di pattuglia a sud di El Alamein, luglio 1942.

A partire dal 1º luglio ebbe inizio la prima battaglia di El Alamein, che si protrasse fino al 27 luglio. Rommel, arrivato pericolosamente a corto di uomini e carri (solo 55 carri funzionanti di fronte ad El Alamein prima dell'attacco) e con una linea di rifornimenti pericolosamente lunga, sperava di sorprendere l'Ottava Armata prima che dispiegasse il suo potenziale in uomini e mezzi, tra le nuove truppe arrivate dalla Gran Bretagna e i nuovi carri arrivati dagli Stati Uniti; d'altro canto Auchinleck sperava che l'eccesso di confidenza di Rommel portasse le forze dell'Asse ad uno stato tale che potessero essere non solo fermate ma respinte.

### 1º luglio
La manovra avvolgente progettata da Rommel prevedeva un attacco tra Deir Alinda, vicina a Deir el Munassib, e Haret el Himeimat, quindi un settore ristretto e pesantemente minato (Caccia Dominioni vi vide una rassomiglianza con la forma della penisola italiana) di 25 km circa a sud di El Alamein ed a ridosso della depressione di El Qattara, impraticabile ai carri ed ai veicoli ruotati. I reparti con maggiore mobilità dovevano percorrere distanze maggiori e progressivamente ruotare verso nordest in modo da colpire alle spalle i britannici. A nord il XXI corpo italiano ed altri reparti tedeschi tra cui la 164ª divisione leggera dovevano fare da perno di questa rotazione distraendo i britannici dal vero obbiettivo. Il più mobile era il raggruppamento esplorante italo-tedesco, che doveva passare a sud di Haret el Himeimat. Subito a nord del rilievo dovevano passare le due divisioni corazzate dell'Afrika Korps, la 15ª Panzer e la 21ª Panzer a cavallo della quota 154 (secondo i rilievi italo-tedeschi), mentre la Trieste e la Littorio dovevano passare a cavallo della quota 115. La Ariete e la 90ª leggera tra Deir Alinda e Deir el Munassib completavano il gruppo delle unità motorizzate e meccanizzate; subito a nord dovevano muoversi le unità appiedate della Folgore, appena schierata in linea dopo il suo arrivo dall'Italia, la brigata Ramcke e la divisione Brescia. Nel XXI corpo, la Bologna con l'appoggio di una parte dei guastatori del XXXI battaglione nelle operazioni di sminamento doveva attaccare il costone di Ruweisat, mentre la Trento con la 7ª compagnia del XXXI in testa per lo sminamento dieci km più a nord. I britannici avevano formato colonne mobili che dovevano uscire dai box ed affrontare le forze dell'Asse. Per questi il problema fu che l'avanzata troppo rapida comportò notizie inaccurate sulla posizione dei reparti avversari, per esempio il X corpo venne ritenuto occupare il settore nord, dove invece era il XXX, o la 1ª divisione corazzata ad ovest del box di El Alamein mentre invece era dietro, con tutta la divisione neozelandese ritenuta nel box di Qattara mentre invece c'era una sola brigata. Quindi quando l'Afrika Korps avanzò la mattina del 1 luglio si trovò preso in una tenaglia tra i mezzi corazzati a nord e i neozelandesi a sud mentre la 90ª leggera venne fermata e bombardata davanti al box di Alamein. La Littorio fu la sola divisione a raggiungere il primo obbiettivo, quota 115; tutte le altre unità dell'Asse erano in notevole ritardo. Anche la 18ª brigata indiana appoggiata da nove carri Matilda a Deir el Sheyn fu una sorpresa tattica per l'Afrika Korps, che impiegò otto ore per distruggere la brigata, la quale non ebbe ulteriore appoggio ma fece perdere tempo e mezzi (18 carri) alle già esauste Panzerdivision. Mentre nel pomeriggio la 90ª si trincerava sotto il fuoco dei tre reggimenti di artiglieria della 1ª divisione sudafricana, Rommel ordinò all'Afrika Korps di fermare l'avanzata a sud ed appoggiare al centro la 90ª. Dei generali tedeschi, al mattino Nehring era ferito gravemente e sostituito da von Vaerst al comando dell'Afrika Korps, Kleeman ferito, von Bismarck ucciso; ferito anche Ceyrana-Mayneri che però restò al comando della Littorio. Nel frattempo i battaglioni appiedati di Folgore e Brescia attraversarono i campi minati anticarro senza problemi penetrando lo schieramento delle brigate V e VI neozelandesi che avevano anche l'appoggio di carri Grant; la Trento occupò i capisaldi della III brigata sudafricana che nel frattempo era ripiegata.

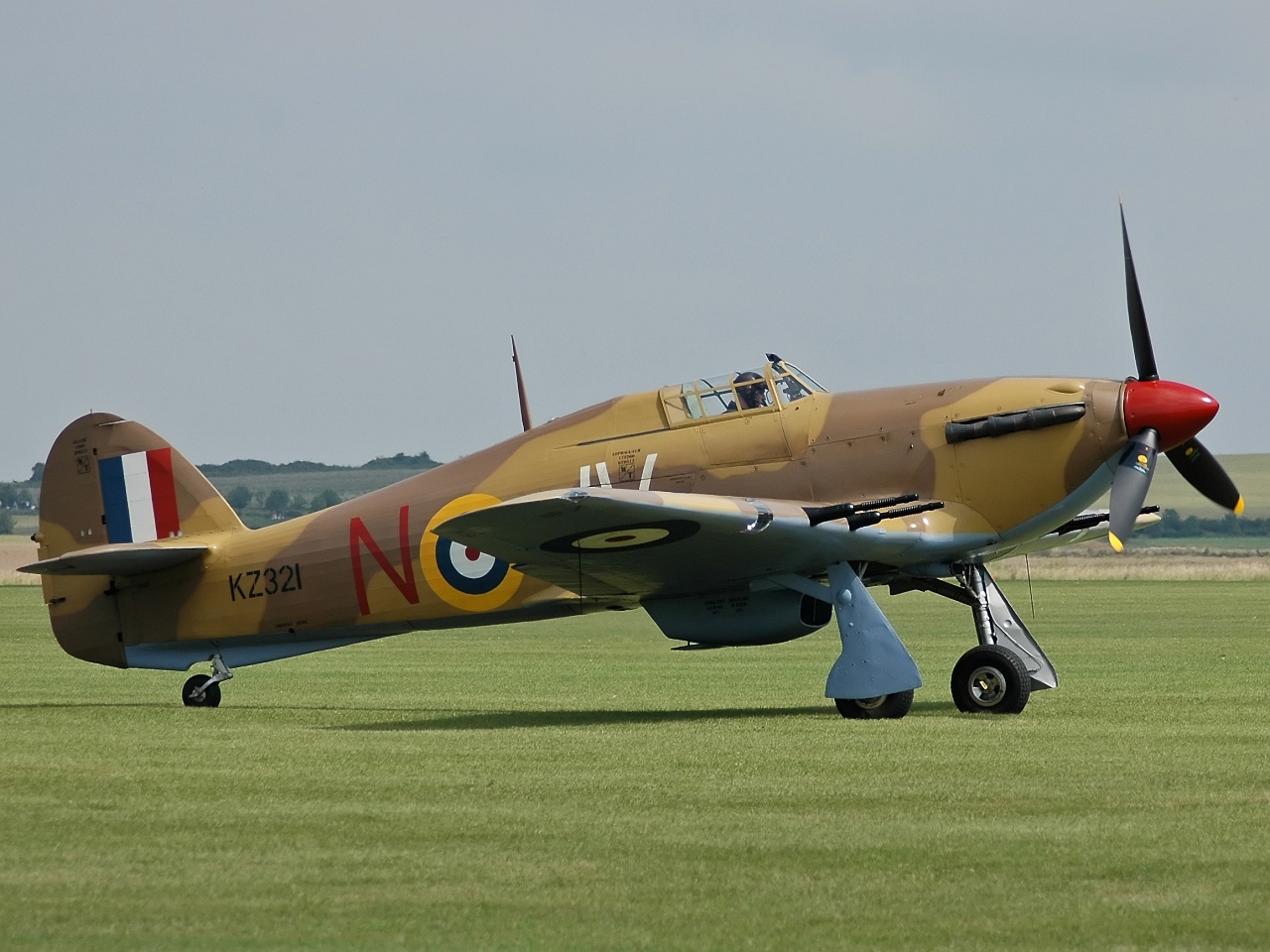
Uno Hurricane in condizioni di volo con la livrea desertica come quelle della Desert Air Force nel 2004.

### 2 luglio
Il 2 luglio Rommel aveva ordinato alla 90ª leggera e al X corpo italiano di ripetere l'attacco, ma il movimento non venne effettuato con vigore. L'attacco iniziato prima dell'alba venne condotto senza preparazione di artiglieria e dopo una notte ininterrotta di bombardamenti la 90ª leggera, ridotta ad un sesto dei suoi effettivi iniziò ad avanzare ma venne bloccata dopo 2000 metri da un intenso fuoco di cannoni e mitragliatrici; nel pomeriggio l'Afrika Korps che aveva ricominciato l'avanzata contro i neozelandesi si scontrò con la 1ª divisione corazzata che avanzava verso sud-est fino al tramonto con esiti incerti, mentre la Desert Air Force colpiva l'Ariete e la Littorio. Le due Panzerdivision che tentavano di sostenere l'attacco dei fucilieri spingendo in direzione della costa persero altri 11 carri, rimanendo con soli 26 carri funzionanti mentre la 90ª leggera era riuscita ad avanzare di altri soli 500 metri. Al mattino il generale De Stefanis, comandante del XX corpo italiano, aveva informato (con poca convinzione secondo Caccia Dominioni) i suoi generali di divisione che "l'azione era da considerarsi ultimata, poiché non si trattava che di una azione dimostrativa in forze", ma nel frattempo 15a e 21a Panzer, Ariete e Littorio restavano sotto il fuoco ed i bombardamenti aerei, i tedeschi tra Alam Hamza e Quota 132 e gli italiani tra Deir el Munassib e Quota 115.

### 3 luglio
Auchinleck a sua volta aveva programmato un contrattacco avvolgente, che doveva essere effettuato dal XIII corpo nella zona di Deir el Shein mentre il XXX corpo manteneva le posizioni contro la spinta italo-tedesca; d'altronde l'Afrika Korps aveva solo una trentina di carri funzionanti, e gli italiani poche decine, mentre la sola 1ª divisione corazzata britannica ne aveva oltre 100. I carri britannici attesero a scafo interrato i carri tedeschi a Ruweisat scontrandosi per tutta la giornata, e i tedeschi riuscirono a superare di poco le posizioni sudafricane sul loro fianco sud, impedendo comunque ai carri inglesi di sganciarsi ed effettuare la prevista manovra avvolgente. Nel frattempo la Ariete attaccò tra Ruweisat e il box di Qattara, scontrandosi con la IV brigata corazzata e poi finendo sotto il fuoco dei sudafricani. Nonostante i britannici affermino di aver catturato oltre 350 prigionieri, cannoni e veicoli quando la Ariete venne investita dal contrattacco neozelandese, questi dovettero trincerarsi quando si trovarono sotto il fuoco della Brescia. La scarsa fiducia di Auchinleck è confermata dagli ordini emanati a sera che prevedevano in caso di collasso della linea il ritiro del XXX corpo lungo la costa verso Alessandria e del XIII nell'interno verso il Cairo.

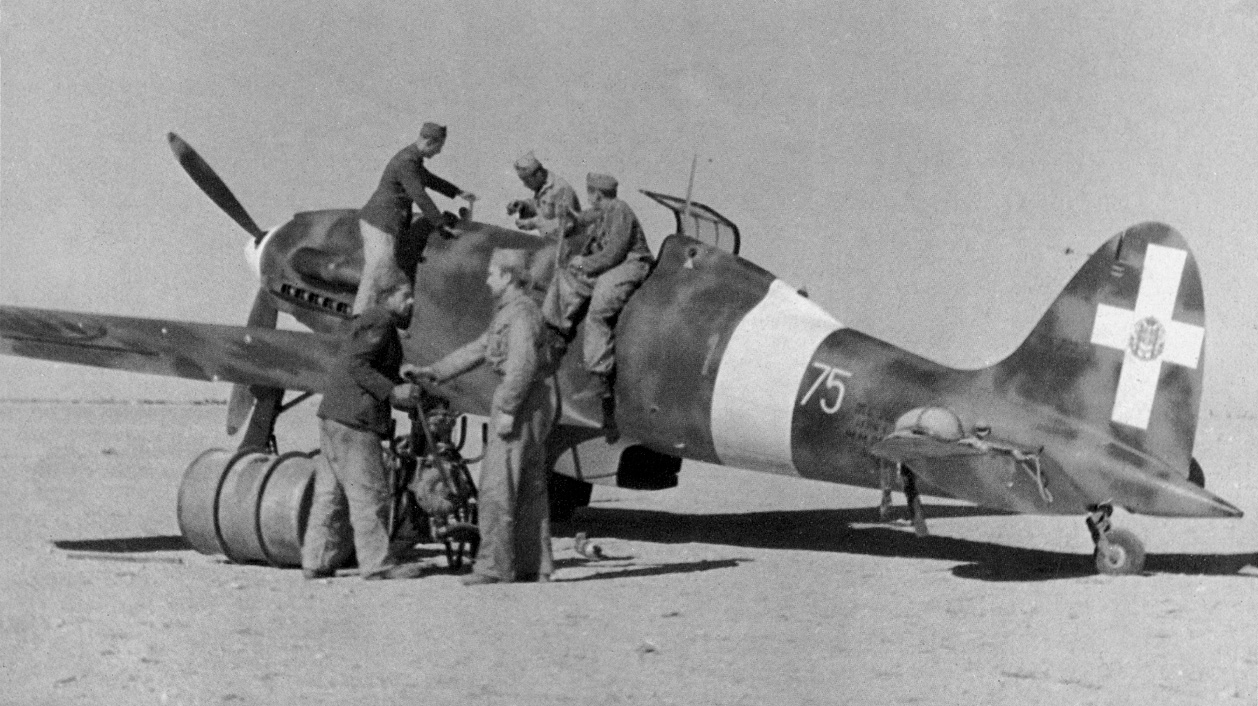
Rifornimento di un Macchi M.C. 202 in un aeroporto di fortuna imprecisato in Africa Settentrionale.

In aria, i caccia italiani Macchi M.C.200 del 2º Stormo ed i Macchi M.C.202 del 3º e 4º stormo caccia coadiuvati dai Me109 tedeschi si confrontarono come i giorni precedenti con gli Spitfire, gli Hurricane ed i P-40 Kittyhawk della Desert Air Force, con alterne vicende. Nell'ottobre 1941, le Western Desert Air Forces schieravano 16 squadrons di velivoli (tra cui nove di caccia, sei di bombardieri medi ed uno di ricognizione tattica) ed avevano in linea di volo 1000 aeroplani da combattimento per la fine del 1941. Lo squilibrio di forze in aria era quindi assoluto in favore degli Alleati, che erano inoltre vicinissimi alle loro basi logistiche principali.

### 4-9 luglio
Nella settimana successiva gli inglesi mantennero la capacità di assumere l'iniziativa, ma i piani di Auckinleck vennero frustrati da un'esecuzione farraginosa, che lo costrinse a lasciare spesso il comando per gestire personalmente le singole unità ed indirizzarle verso gli obbiettivi che aveva prefissato, in parte per problemi di controllo e comunicazione, in parte per i limiti del suo staff, in particolare per le libere interpretazioni di Gott e Lumsden. Il 4 la 22nd armoured brigade riuscì a sopraffare il 115. Infanterieregiment della 15. Panzer con centinaia di tedeschi che cercarono di arrendersi, ma vennero scoraggiati dal fuoco di artiglieria. Secondo il diario dell'AfrikaKorps, la situazione era "molto seria" e Auckinleck pianificò che il XIII Corpo attaccasse "il nemico sulle sue attuali posizioni" aggirandolo sul fianco sudest ma durante la giornata del 5 scarsi progressi vennero effettuati; secondo il diario della divisione neozelandese, addirittura "nessun ordine venne diramato".

### 10 luglio
Auchinleck attaccò ancora il 10 luglio a Tel el Eisa, nel settore nord, prendendo oltre un migliaio di prigionieri. Per chiudere la breccia vennero inviati rinforzi del 7º Reggimento bersaglieri. Mentre gran parte della Divisione Sabratha veniva decimata nel centro della città, il suo 85º Reggimento fanteria Verona del colonnello Erminio Angelozzi occupava la stazione ferroviaria, dove attendeva ulteriori ordini.

### 14 luglio

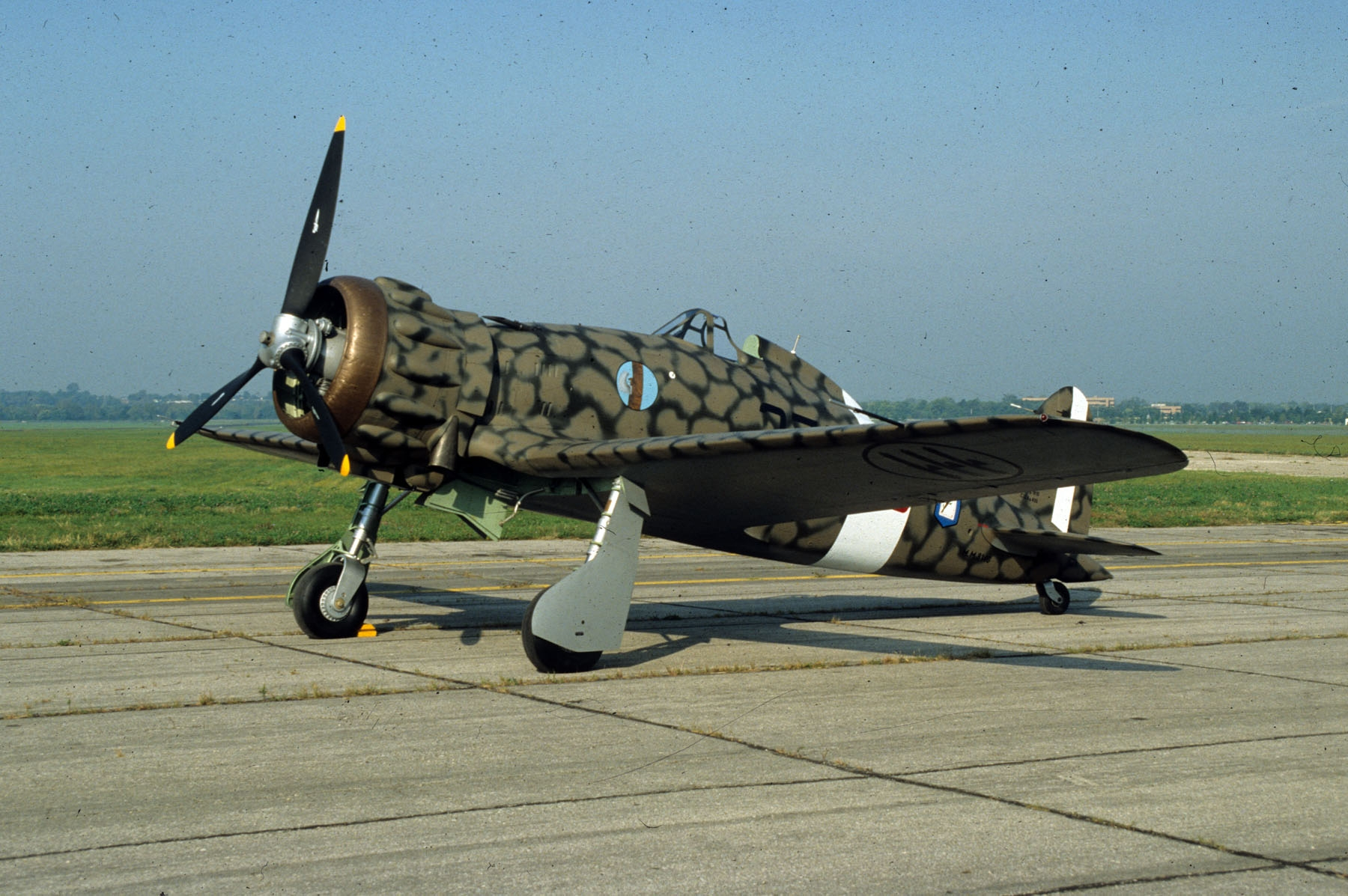
Un Macchi M.C.200 nella livrea "sabbia e spinaci" catturato dagli Alleati in nordafrica, restaurato dall'USAF.

Il 14 luglio la 2ª Divisione di fanteria neozelandese tornò all'attacco nel settore dell'altura di Ruweisat questa volta al centro dello schieramento difensivo della Divisione Brescia. Nella disperata battaglia si distinse per valore e combattività il personale del 19º Reggimento Fanteria, impegnato in durissimi scontri corpo a corpo contro le truppe alleate. Rommel attaccò la mattina del 15 luglio con tutte le forze disponibili ristabilendo la situazione a suo favore. Nel settore di Tel el Eisa l'attacco degli australiani venne bloccato dalla forte resistenza dell'85º Reggimento del colonnello Angelozzi. Un ulteriore grave danno per la Panzerarmee Afrika fu quando sempre il 10 luglio la compagnia intercettazioni del 621º battaglione trasmissioni dell'Afrikakorps, comandata dal capitano Alfred Seebohm si trovò suo malgrado a dover tappare una falla nelle linee dell'Asse; Seebohm morì insieme con parte del suo personale altamente addestrato e parte dei documenti cadde in mano nemica. Gli inglesi quando esaminarono le carte sequestrate vi trovarono le trascrizioni dei messaggi dell'addetto militare dell'Ambasciata USA al Cairo colonnello Feller; queste erano il frutto del Furto del Black Code, un'operazione di intelligence italiana avvenuta nel settembre 1941, cioè quando gli Stati Uniti non erano ancora entrati in guerra e quindi erano una nazione neutrale.
Il 14 luglio, i neozelandesi, la 1ª corazzata britannica e la 5ª indiana attaccarono nel settore della Brescia, travolgendo il quartier generale e prendendo prigioniero tutto lo stato maggiore compreso il generale Giacomo Lombardi; caricati su camionette, gli ufficiali italiani vennero portati verso le linee britanniche dove la camionetta comando, britannica ma ripitturata con colori italiani, venne fatta segno a raffiche di mitragliatrice che uccisero tre inglesi e il maggiore Cappabianca; Lombardi convinse gli inglesi a farsi guidare da lui con la bussola, portandoli invece verso le linee italo-tedesche dove incontrarono una colonna di prigionieri britannici e truppe tedesche, e gli italiani sopraffecero la scorta rientrando poi alla divisione.

### 22 luglio
Il 22 luglio alle 4.15 i britannici lanciarono un attacco nel settore della 21. Panzerdivizion; un gruppo da combattimento inglese assegnato al XXX Corpo composto da una brigata corazzata, la XXIII, e da un reggimento di artiglieria, il 5th Regiment Royal Artillery, entrambi appartenenti nominalmente alla 8th Armoured Division erano arrivati dall'8 al 18 luglio ed avevano avuto pochi giorni per acclimatarsi; le unità vennero lanciate senza fanteria di scorta contro i tedeschi e non individuarono le corsie sicure aperte nei campi minati subendo perdite, dopo di che attaccarono lo sbarramento anticarro tedesco e le poche fanterie a supporto riuscendo a mettere quasi in rotta la 21. Panzer; a quel punto il 5. Panzerregiment che era il suo reggimento corazzato intervenne attaccando di lato i britannici e sbaragliandoli, le perdite per i britannici furono secondo i tedeschi di 146 carri e 1200 uomini e la XXIII brigata corazzata era distrutta; gli inglesi ammisero che dei 122 carri Valentine e 18 Matilda in dotazione al reparto 116 erano stati distrutti con il 44% di perdite tra gli equipaggi. I resti della brigata vennero accorpati in un battaglione di fanteria ed insieme al 5th Royal Artillery riassegnati alla costituenda XXIV brigata corazzata.
Ancora il 22 luglio della 5ª Divisione indiana e 2ª neozelandese riuscirono a penetrare nelle linee della Divisione Trieste, la battaglia si estese ma gli attaccanti vennero respinti, perdendo 146 carri e più di 800 uomini catturati. La divisione "Sabratha" subì tali perdite che ne venne decretato lo scioglimento ufficiale il 25 luglio Venne fatta un'eccezione per il 3º reggimento artiglieria celere Duca d'Aosta, le Voloire, che sebbene disciolto coi due reggimenti fanteria, verrà ricostituito per iniziativa del maggiore Giorgio Pellegrini, artigliere come Barbasetti; Pellegrini rimise insieme un gruppo con pezzi di preda bellica, tre pezzi da 88 e cinque mitragliere da 20 mm motorizzati e scrisse a Barbasetti chiedendogli di inquadrare il gruppo come unità di corpo d'armata sotto il XX Corpo.

### 26 e 27 luglio
Un nuovo attacco nemico si verificò tra il 26 ed il 27 luglio, risolvendosi ancora una volta in un completo insuccesso per i britannici. L'attacco della 9ª Divisione australiana si arenò davanti alla forte resistenza dei reparti del 61º Reggimento Fanteria della Divisione "Trento", che riuscirono a respingere le puntate offensive del nemico infliggendogli notevoli perdite. Il II/28º Battaglione, colto di sorpresa, si trincerò ai piedi della collina di El Ruweisat, da dove l'ufficiale comandante, il maggiore Lew McCarter, chiese più volte l'appoggio dell'artiglieria, senza tuttavia ottenere risposta.
L'Ottava Armata era ormai esausta e per il 31 luglio Auchinleck ordinò la fine dell'offensiva e il rafforzamento delle difese per contrastare una massiccia controffensiva, che riteneva ormai imminente. La battaglia finì in stallo, ma fu decisiva per fermare l'avanzata dell'Asse verso Alessandria d'Egitto. Un secondo tentativo di sfondare le linee Alleate venne sventato dalle forze del Commonwealth nella Battaglia di Alam Halfa in agosto, e in ottobre, l'8ª Armata britannica, con il nuovo comandante Bernard Montgomery, riportò una netta vittoria contro le forze dell'Asse nella Seconda battaglia di El Alamein.
Il 29 giugno Benito Mussolini era partito dall'aeroporto di Guidonia per poter assistere in prima persona alla battaglia: indossava la divisa di Maresciallo d'Italia ed aveva il proposito di sfilare vittorioso in Alessandria d'Egitto (o addirittura al Cairo) sopra un cavallo bianco alla testa delle truppe italiane. Per timore di un attacco nemico il Duce si tenne a 1,8 km dal fronte e, ignorato da Rommel che non andò a salutarlo, trascorse il tempo andando a caccia nell'attesa della vittoria; il 20 luglio però, quando si rese conto che il successo non arrivava, lasciò l'Africa per tornare in patria.